# Chyliza seseroensis
Chyliza seseroensis är en tvåvingeart som beskrevs av Verbeke 1952. Chyliza seseroensis ingår i släktet Chyliza och familjen rotflugor. Inga underarter finns listade i Catalogue of Life.